# Iztapalapa de Cuitláhuac

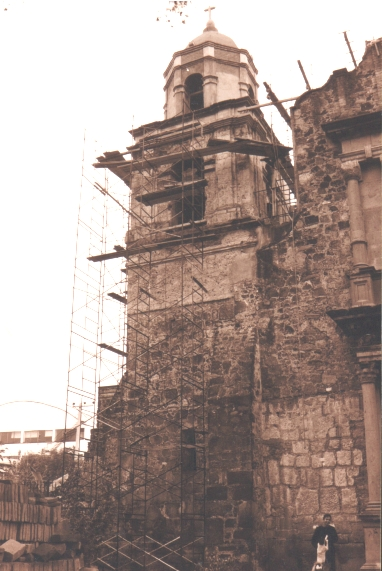
Parroquia de San Lucas Evangelista, patrono de Iztapalapa.

Iztapalapa de Cuitláhuac es el nombre del antiguo pueblo situado en la actual alcaldía Iztapalapa, en Ciudad de México. Se localiza al norte del cerro de la Estrella, sobre la Calzada Ermita Iztapalapa (que antes era el camino que comunicaba a Ciudad de México con Puebla). Iztapalapa se ha convertido en escenario de la tradicional y popular representación del Vía Crucis de Semana Santa. 

El pueblo de Iztapalapa está formado por ocho barrios, cada uno de los cuales tiene su santo patrón y una parroquia o capilla. Estos barrios son:
- San Lucas: Aquí se localiza el templo de San Lucas Evangelista, patrono de Iztapalapa de Cuitláhuac, y el edificio de la delegación.
- San Pablo
- San Pedro
- San José
- Asunción
- Santa Bárbara
- San Ignacio
- San Miguel

A su vez, estos ocho barrios están separados en dos medios pueblos. Estos pueblos son Atlalilco y Axomulco.